# 은사시나무
은사시나무(학명: Populus tomentiglandulosa) 또는 은수원사시나무는 버드나무목 버드나무과에 속하는 나무이다. 낙엽성을 보이는 교목이며  미국산의 은백양과 수원사시나무 간에 자연스럽게 이루어진 잡종이다.